# Дзёва (Хэйан)
Дзёва или Сёва (яп. 承和 дзё:ва, сё:ва, воспринимая гармонию) — девиз правления (нэнго) японского императора Ниммё с 834 по 848 год .

## Продолжительность
Начало и конец эры:
- 3-й день 1-й луны 11-го года Тэнтё (по юлианскому календарю — 14 февраля 834 года);
- 13-й день 6-й луны 15-го года Дзёва (по юлианскому календарю — 16 июля 848 года).

## Происхождение
Название нэнго было заимствовано из 3-го цзюаня классического древнекитайского сочинения «Бай ху тун» (кит. 白虎通, пиньинь Báihǔ tōng, буквально: «Беседы в зале Белого тигра»):「王者承統理、調和陰陽」.

## События
- 834 год (1-й год Дзёва) — император Ниммё посадил вишнёвое дерево возле сисиндэна (Зал церемоний императорского дворца в Киото) вместо дерева императора Камму, которое он посадил в момент основания столицы в Киото[6];
- 834 год — монаху Кукаю дали разрешение на постройку часовни секты сингон возле императорского дворца[7];
- 11 июня 840 года (8-й день 5-й луны 7-го года Дзёва) — дайдзё тэнно Дзюнна умер в возрасте 55 лет[8];
- 842 год (9-й год Дзёва) — Смута лет Дзёва (яп. 承和の変 дзё:ва но хэн);
- 843 год (10-й год Дзёва) — завершено написание исторической хроники Нихон коки (яп. 日本後紀).

## Сравнительная таблица
Ниже представлена таблица соответствия японского традиционного и европейского летосчисления. В скобках к номеру года японской эры указано название соответствующего года из 60-летнего цикла китайской системы гань-чжи. Японские месяцы традиционно названы лунами.
| 1-й год Дзёва (Деревянный Тигр)        | 1-я луна       | 2-я луна               | 3-я луна* | 4-я луна               | 5-я луна* | 6-я луна               | 7-я луна*  | 8-я луна*              | 9-я луна    | 10-я луна*            | 11-я луна  | 12-я луна    |               |
| -------------------------------------- | -------------- | ---------------------- | --------- | ---------------------- | --------- | ---------------------- | ---------- | ---------------------- | ----------- | --------------------- | ---------- | ------------ | ------------- |
| Юлианский календарь                    | 12 февраля 834 | 14 марта               | 13 апреля | 12 мая                 | 11 июня   | 10 июля                | 9 августа  | 7 сентября             | 6 октября   | 5 ноября              | 4 декабря  | 3 января 835 |               |
| 2-й год Дзёва (Деревянный Кролик)      | 1-я луна*      | 2-я луна               | 3-я луна* | 4-я луна               | 5-я луна  | 6-я луна*              | 7-я луна   | 8-я луна*              | 9-я луна*   | 10-я луна             | 11-я луна* | 12-я луна    |               |
| Юлианский календарь                    | 2 февраля 835  | 3 марта                | 2 апреля  | 1 мая                  | 31 мая    | 30 июня                | 29 июля    | 28 августа             | 26 сентября | 25 октября            | 24 ноября  | 23 декабря   |               |
| 3-й год Дзёва (Огненный Дракон)        | 1-я луна*      | 2-я луна               | 3-я луна* | 4-я луна               | 5-я луна  | 5-я луна* (високосная) | 6-я луна   | 7-я луна               | 8-я луна*   | 9-я луна              | 10-я луна* | 11-я луна*   | 12-я луна     |
| Юлианский календарь                    | 22 января 836  | 20 февраля             | 21 марта  | 19 апреля              | 19 мая    | 18 июня                | 17 июля    | 16 августа             | 15 сентября | 14 октября            | 13 ноября  | 12 декабря   | 10 января 837 |
| 4-й год Дзёва (Огненная Змея)          | 1-я луна*      | 2-я луна               | 3-я луна* | 4-я луна               | 5-я луна* | 6-я луна               | 7-я луна   | 8-я луна*              | 9-я луна    | 10-я луна             | 11-я луна* | 12-я луна    |               |
| Юлианский календарь                    | 9 февраля 837  | 10 марта               | 9 апреля  | 8 мая                  | 7 июня    | 6 июля                 | 5 августа  | 4 сентября             | 3 октября   | 2 ноября              | 2 декабря  | 31 декабря   |               |
| 5-й год Дзёва (Земляная Лошадь)        | 1-я луна*      | 2-я луна*              | 3-я луна  | 4-я луна*              | 5-я луна  | 6-я луна*              | 7-я луна   | 8-я луна               | 9-я луна*   | 10-я луна             | 11-я луна  | 12-я луна*   |               |
| Юлианский календарь                    | 30 января 838  | 28 февраля             | 29 марта  | 28 апреля              | 27 мая    | 26 июня                | 25 июля    | 24 августа             | 23 сентября | 22 октября            | 21 ноября  | 21 декабря   |               |
| 6-й год Дзёва (Земляная Коза)          | 1-я луна       | 1-я луна* (високосная) | 2-я луна* | 3-я луна               | 4-я луна* | 5-я луна*              | 6-я луна   | 7-я луна               | 8-я луна*   | 9-я луна              | 10-я луна  | 11-я луна    | 12-я луна*    |
| Юлианский календарь                    | 19 января 839  | 18 февраля             | 19 марта  | 17 апреля              | 17 мая    | 15 июня                | 14 июля    | 13 августа             | 12 сентября | 11 октября            | 10 ноября  | 10 декабря   | 9 января 840  |
| 7-й год Дзёва (Металлическая Обезьяна) | 1-я луна       | 2-я луна*              | 3-я луна* | 4-я луна               | 5-я луна* | 6-я луна*              | 7-я луна   | 8-я луна*              | 9-я луна    | 10-я луна             | 11-я луна  | 12-я луна*   |               |
| Юлианский календарь                    | 7 февраля 840  | 8 марта                | 6 апреля  | 5 мая                  | 4 июня    | 3 июля                 | 1 августа  | 31 августа             | 29 сентября | 29 октября            | 28 ноября  | 28 декабря   |               |
| 8-й год Дзёва (Металлический Петух)    | 1-я луна       | 2-я луна               | 3-я луна* | 4-я луна*              | 5-я луна  | 6-я луна*              | 7-я луна*  | 8-я луна               | 9-я луна*   | 9-я луна (високосная) | 10-я луна  | 11-я луна*   | 12-я луна     |
| Юлианский календарь                    | 26 января 841  | 25 февраля             | 27 марта  | 25 апреля              | 24 мая    | 23 июня                | 22 июля    | 20 августа             | 19 сентября | 18 октября            | 17 ноября  | 17 декабря   | 15 января 842 |
| 9-й год Дзёва (Водяная Собака)         | 1-я луна       | 2-я луна               | 3-я луна* | 4-я луна*              | 5-я луна  | 6-я луна*              | 7-я луна*  | 8-я луна               | 9-я луна*   | 10-я луна             | 11-я луна  | 12-я луна*   |               |
| Юлианский календарь                    | 14 февраля 842 | 16 марта               | 15 апреля | 14 мая                 | 12 июня   | 12 июля                | 10 августа | 8 сентября             | 8 октября   | 6 ноября              | 6 декабря  | 5 января 843 |               |
| 10-й год Дзёва (Водяная Свинья)        | 1-я луна       | 2-я луна               | 3-я луна* | 4-я луна               | 5-я луна* | 6-я луна               | 7-я луна*  | 8-я луна*              | 9-я луна    | 10-я луна*            | 11-я луна  | 12-я луна*   |               |
| Юлианский календарь                    | 3 февраля 843  | 5 марта                | 4 апреля  | 3 мая                  | 2 июня    | 1 июля                 | 31 июля    | 29 августа             | 27 сентября | 27 октября            | 25 ноября  | 25 декабря   |               |
| 11-й год Дзёва (Деревянная Крыса)      | 1-я луна       | 2-я луна               | 3-я луна* | 4-я луна               | 5-я луна  | 6-я луна*              | 7-я луна   | 7-я луна* (високосная) | 8-я луна    | 9-я луна*             | 10-я луна* | 11-я луна    | 12-я луна*    |
| Юлианский календарь                    | 23 января 844  | 22 февраля             | 23 марта  | 21 апреля              | 21 мая    | 20 июня                | 19 июля    | 18 августа             | 16 сентября | 16 октября            | 14 ноября  | 13 декабря   | 12 января 845 |
| 12-й год Дзёва (Деревянный Бык)        | 1-я луна       | 2-я луна*              | 3-я луна  | 4-я луна               | 5-я луна* | 6-я луна               | 7-я луна*  | 8-я луна               | 9-я луна    | 10-я луна*            | 11-я луна  | 12-я луна*   |               |
| Юлианский календарь                    | 10 февраля 845 | 12 марта               | 10 апреля | 10 мая                 | 9 июня    | 8 июля                 | 7 августа  | 5 сентября             | 5 октября   | 4 ноября              | 3 декабря  | 2 января 846 |               |
| 13-й год Дзёва (Огненный Тигр)         | 1-я луна*      | 2-я луна               | 3-я луна* | 4-я луна               | 5-я луна* | 6-я луна               | 7-я луна   | 8-я луна*              | 9-я луна    | 10-я луна             | 11-я луна* | 12-я луна    |               |
| Юлианский календарь                    | 31 января 846  | 1 марта                | 31 марта  | 29 апреля              | 29 мая    | 27 июня                | 27 июля    | 26 августа             | 24 сентября | 24 октября            | 23 ноября  | 22 декабря   |               |
| 14-й год Дзёва (Огненный Кролик)       | 1-я луна*      | 2-я луна*              | 3-я луна  | 3-я луна* (високосная) | 4-я луна  | 5-я луна*              | 6-я луна   | 7-я луна*              | 8-я луна    | 9-я луна              | 10-я луна  | 11-я луна*   | 12-я луна     |
| Юлианский календарь                    | 21 января 847  | 19 февраля             | 20 марта  | 19 апреля              | 18 мая    | 17 июня                | 16 июля    | 15 августа             | 13 сентября | 13 октября            | 12 ноября  | 12 декабря   | 10 января 848 |
| 15-й год Дзёва (Земляной Дракон)       | 1-я луна*      | 2-я луна*              | 3-я луна  | 4-я луна*              | 5-я луна* | 6-я луна               | 7-я луна*  | 8-я луна               | 9-я луна    | 10-я луна             | 11-я луна* | 12-я луна    |               |
| Юлианский календарь                    | 9 февраля 848  | 9 марта                | 7 апреля  | 7 мая                  | 5 июня    | 4 июля                 | 3 августа  | 1 сентября             | 1 октября   | 31 октября            | 30 ноября  | 29 декабря   |               |

* звёздочкой отмечены короткие месяцы (луны) продолжительностью 29 дней. Остальные месяцы длятся 30 дней.